# Carthamus dentatus
Carthamus dentatus, auch Gezähnte Färberdistel genannt, ist eine Pflanzenart aus der Gattung Färberdisteln (Carthamus) in der Familie der Korbblütler (Asteraceae). Sie wächst als „Unkraut“ (ruderale Pflanze) in der östlichen Mittelmeerregion.

## Beschreibung

### Vegetative Merkmale
Carthamus dentatus ist eine distelartige, einjährige krautige Pflanze (Therophyt). Ihre Stängel und Laubblätter sind wollig- oder zottig-spinnwebartig behaart und außerdem mit Drüsenhaaren besetzt. Die "gestielten" Stängelblätter sind im Umriss lanzettlich bis eiförmig-lanzettlich, fiederspaltig oder fiederschnittig und am Rand dicht mit Dornen besetzt.

### Generative Merkmale
Die Blütezeit reicht auf Kreta von Juli bis September. Die Blütenkörbe haben einen länglich-eiförmigen Umriss. Ihre inneren Hüllblätter enden in trockenhäutigen, eiförmig-lanzettlichen Anhängseln, die am Rand gezähnt sind. Die Krone der Röhrenblüten ist hellviolett bis rosa-purpurfarben gefärbt.
Die Früchte (Achänen) sind breit verkehrt-pyramidenförmig und tragen einen Pappus aus langen braunen, linealen, bewimperten Schuppen, die mindestens doppelt so lang sind wie die Achäne.
Die Chromosomenzahl beträgt 2n = 20 oder 40.

## Vorkommen
Carthamus dentatus kommt von der östlichen Mittelmeerregion bis zum westlichen Iran vor. Nachgewiesen ist sie in Sizilien, Griechenland (einschließlich Kreta und die ostägäischen Inseln), Bulgarien, Makedonien, der Türkei (europäischer und asiatischer Teil), Zypern, Syrien und Iran.
Auf Kreta kommt sie in Weinbergen, an Straßenrändern, auf Brachland und auf trockenen, steinigen Weiden in Höhenlagen von 0 bis 1000 Metern vor.

## Systematik

### Äußere Systematik
Die Gattung Carthamus ist eine schwierige, teilweise gegenüber verwandten Gattungen unklar abgegrenzte Gattung der mediterranen Region, die östlich bis nach Zentralasien reicht. Die Art Carthamus dentatus wird, je nach Autor, in die Sektion Odontagnathius (DC.) Hanelt gestellt, oder diese wird, gemeinsam mit anderen, einer weitgefassten Sektion Atractylis Rchb. zugerechnet (die dann in etwa der früheren Gattung Kentrophyllum Neck. ex DC. entspricht). Die Art besitzt einen diploiden Chromosomensatz mit 2n = 2x = 20 Chromosomen, was sie von anderen Arten mit Chromosomengrundsatz von x = 11 oder x = 12 und allopolyploiden (durch Hybridisierung mit Chromosomenverdoppelung entstandenen) Arten des Verwandtschaftskreises absetzt. Obwohl selten von Hybriden mit der Kulturpflanze Färberdistel (Carthamus tinctorius) berichtet wird, ist sie mit dieser nicht besonders eng verwandt, sie gehört nicht als Elternart zu einer der polyploiden Sippen.

### Innere Systematik
Diese Art wurde 1775 von Pehr Forsskål unter dem Basionym Cnicus dentatus erstveröffentlicht. Martin Vahl stellte sie 1790 in Symbolae Botanicae. Pars Prima. Nicolaus Möller et filius, Kopenhagen, Seite 69, in die Gattung Carthamus.
Es werden zwei Unterarten unterschieden. Die Chromosomenzahl beider Unterarten beträgt 2n = 20. Einige Systematiker vermuten hier zwei getrennte Arten, aber bisher reichen die Befunde nicht für eine formale Aufspaltung der Art. 
- Gewöhnliche Gezähnte Färberdistel (Carthamus dentatus Vahl subsp. dentatus): Die Pflanze ist dichtdrüsig, mit dichter wollig-spinnwebartiger Behaarung, die Blätter sind dadurch gräulich gefärbt. Die äußeren Hüllblätter der Blütenkörbe sind weniger als anderthalb mal so lang wie die inneren, aufrecht oder wenig abstehend, und kurz bedornt. Die inneren Pappusschuppen sind meist kürzer als die äußeren.[1] Diese Unterart kommt von Nordgriechenland bis zum westlichen Iran vor.[9]
- Rote Gezähnte Färberdistel (Carthamus dentatus subsp. ruber (Link) Hanelt, Syn.: Carthamus ruber Link). Die Pflanze ist lockerdrüsig, mit spärlich zottig-spinnwebartiger Behaarung, die Blätter können gräulich oder grün gefärbt sein.  Die äußeren Hüllblätter der Blütenkörbchen sind mindestens zweimal so lang wie die inneren, weit abstehend oder nach außen gekrümmt, und lang bedornt. Die inneren Pappusschuppen sind meist gleich lang wie die äußeren. Verbreitet ist diese Unterart in Südgriechenland, auf den Inseln der Ägäis einschließlich Kreta[2][1] sowie an der Westküste Anatoliens und auf Zypern.[4][9]